# Джилкишиев, Нурлан Абжаппарович
Нурлан Абжаппарович Джилкишиев (род. 3 мая 1953, Джамбул, Казахская ССР) — генеральный директор ТОО «Новоишимский цементный завод», писатель, поэт и композитор. Депутат Мажилиса Парламента Республики Казахстан 3-го созыва.
Член Союза писателей Казахстана, Союза российских писателей.

## Биография
В 1978 году окончил Чимкентский педагогический институт.
С 1972 по 1973 года — заведующий автоклубом в селе Шаян Алгабасского района Чимкентской области.
С 1978 года — секретарь комитета ЛКСМ хлопкосовхоза «Келесский».
С 1979 по 1983 год — секретарь, 1 секретарь Келесского райкома ЛКСМ Казахстана.
С 1983 по 1994 год — секретарь парткома, главный агроном, заместитель директора совхоза «Капланбек».
С 1985 года — методист по воспитательной работе в Казахском сельскохозяйственном институте.
С 1994 по 2004 год — генеральный директор, Президент ТОО «АВК Капланбек».
С апреля 2009 года — генеральный директор ТОО «Новоишимский цементный завод».
Избирался депутатом Мажилиса Парламента Республики Казахстан третьего созыва от избирательного округа № 62 Южно-Казахстанской области, членом Комитета по аграрным вопросам Мажилиса Парламента Республики Казахстан (19.09.2004-20.06.2007). Член депутатской группы Парламента Республики Казахстан «Ауыл».
С 1985 года — методист по воспитательной работе в Казахском сельскохозяйственном институте.
Сочинения
Автор поэтического сборника «Казахи», статей «История против шовинизма», «Казахская правда», книги «Посланник Тенгри» (2006).
Государственные и международные награды, премии, почетные звания:
Указом Президента Республики Казахстан награждён юбилейным медалью в ознаменование 50-летия начала освоения целинных и залежных земель «Тынға 50 жыл» (2004). Лауреат премии триумф имени Николая Васильевича Гоголя, награда напрямую связана с литературой и поэзией. Лауреат золотой медали князя Галицына(Крым).
Автор многих песен.